# Björn Halldórsson
Björn Halldórsson, född 5 december 1724 i Selvogur, död 24 augusti 1794, var en isländsk präst, ekonomisk författare och lexikograf.
Björn, som var präst i Sauðlauksdalur, arbetade ivrigt för lantbrukets och trädgårdsskötselns höjande på Island och utgav flera goda populära skrifter i detta syfte. Även ett rikhaltigt och värdefullt Lexicon islandico-latino-danicum (utgivet av Rasmus Rask 1814) är hans verk.